# 珍妮佛·霍蘭德
珍妮佛·霍蘭德（英語：Jennifer Holland，1987年—）是一位美國女演員，以在DC擴展宇宙飾演艾蜜莉亞·哈考特而知名。

## 個人生活
霍蘭德與同是作家和導演的詹姆斯岡恩從2015年開始交往。2022年9月结婚。

## 事業發展
2008年，霍蘭德在短片Assorted Nightmares: Janitor中為凱特配音。2017年，她在限量劇《Sun Records》中饰演Becky Phillips。2021年，她在DC擴展宇宙超級英雄電影《自殺突擊隊：集結》中飾演美國國家安全局特工艾蜜莉亞·哈考特，並在2022年的衍生影集《和平使者》、2022年電影《黑亞當》和2023年電影《沙贊！眾神之怒》再度飾演該角色。